# Neubrandenburg (tỉnh)
Bezirk Neubrandenburg là một tỉnh (Bezirk) của Cộng hòa Dân chủ Đức. Trụ sở và thành phố chính là Neubrandenburg.

## Lịch sử
Cùng với 13 tỉnh khác, tỉnh Neubrandenburg được thành lập vào ngày 25 tháng 7 năm 1952, thay thế các bang cũ của Đức. Sau ngày 3 tháng 10 năm 1990, tỉnh bị bãi bỏ trong giai đoạn tái thống nhất nước Đức, trở thành một phần của bang Mecklenburg-Vorpommern.

## Địa lý

### Vị trí
Bezirk Neubrandenburg giáp với các Bezirke Rostock, Schwerin, Potsdam và Frankfurt (Oder). Tỉnh có biên giới với Ba Lan và một phần biên giới nằm trên vịnh Stettin, một phá nước tách khỏi biển Baltic.

### Phân cấp
Bezirk được chia thành 15 kreise: 1 quận (Stadtkreis) và 14 huyện (Landkreise): 
- Quận: Neubrandenburg.
- Huyện: Altentreptow; Anklam; Demmin; Malchin; Neubrandenburg-Land; Neustrelitz; Pasewalk; Prenzlau; Röbel/Müritz; Strasburg; Templin; Teterow; Ueckermünde; Waren.